# Agrilus giloloensis
Agrilus giloloensis es una especie de insecto del género Agrilus, familia Buprestidae, orden Coleoptera.
Fue descrita científicamente por *Saunders*, 1871.